# Furci Siculo
Furci Siculo település Olaszországban, Szicília régióban, Messina megyében. Lakosainak száma 3211 fő (2023. január 1.). Furci Siculo Pagliara, Santa Lucia del Mela, Savoca, Santa Teresa di Riva, Casalvecchio Siculo és Roccalumera községekkel határos.

## Népesség
A település lakossága az elmúlt években az alábbi módon változott:
| Lakosok száma | 3342 | 3323 | 3211 |
|               | 2017 | 2018 | 2023 |